# Конкурс піаністів імені Клари Гаскіл
Конкурс піаністів імені Клари Гаскіл (фр. Concours Clara Haskil) — міжнародний конкурс академічних піаністів, що відбувається через кожні два роки починаючи з 1963 року в швейцарському місті Веве. Має ім'я піаністки Клари Гаскіл, що жила в цьому місті багато років.

## Історія
Журі конкурсу очолювали композитор Вальтер Шульгесс (1963–1969), Роже Обер (1973–1975), піаніст Микита Магалов (1977–1989) та лауреат конкурсу 1975 р. Мішель Дальберто (з 1991 р.). До складу першого конкурсного журі 1963 р. входили: Геза Анда, Пауль Баумгартнер, Артюр Грюмьо, Рафаель Кубелік, Ігор Маркевич та Мечислав Хоршовський. Серед видатних музикантів з різних країн, в інші роки входили до складу журі, — Владо Перлемутер, Белла Давидович, Альдо Чікколіні, Данг Тхай Шон, Володимир Крайнєв та інші.

## Лауреати конкурсу
| 1963 | перша премія не присуджена      |
| 1965 | Крістоф Ешенбах (Німеччина)     |
| 1967 | Дінора Варзі (Уругвай)          |
| 1969 | перша премія не присуджена      |
| 1971 | конкурс не проводився           |
| 1973 | Річард Гуд (США)                |
| 1975 | Мішель Дальберто (Франція)      |
| 1977 | Євген Корольов (СССР)           |
| 1979 | Синтія Рейм (США)               |
| 1981 | Констанца Айкхорст (ФРН)        |
| 1983 | перша премія не присуджена      |
| 1985 | Наташа Вельковіч (Югославія)    |
| 1987 | Хіроко Сакагамі (Японія)        |
| 1989 | Густаво Ромеро (США)            |
| 1991 | Стівен Осборн (Велика Британія) |
| 1993 | Тіль Фельнер (Австрія)          |
| 1995 | Міхаела Урсулеаса (Румунія)     |
| 1997 | Дельфіна Бардін (Франція)       |
| 1999 | Фінгін Коллінз (Ірландія)       |
| 2001 | Мартін Хельмхен (Німеччина)     |
| 2003 | перша премія не присуджена      |
| 2005 | Кім Сон Ук (Корея)              |
| 2007 | Хісако Кавамура (Японія)        |
| 2009 | Адам Лалум (Франція)            |